# Microsoft Office 2010
Microsoft Office 2010 is een versie van Microsoft Office. Office 2010 is de opvolger van Microsoft Office 2007. 2010 wordt uitgesproken als "twintig-tien" of "twenty-ten". Office 2010 is op 12 mei 2010 gelanceerd. Microsoft Office 2010 is opgevolgd door Microsoft Office 2013, dat op 29 januari 2013 is gelanceerd.
In 2006, toen Office 2007 is uitgebracht, is Microsoft direct doorgegaan met de ontwikkeling van een opvolger voor Office 2007. Microsoft Office 2010 stond gepland voor het eerste halfjaar van 2009 maar is door Steve Ballmer verschoven naar 2010.
Microsoft Office 2010 draait zowel op Windows XP SP3 als op Windows Vista en Windows 7, en is er in zowel een 32 bits- als een 64 bits-versie.

## Nieuw in Office 2010[4]
(Deze nieuwe functies zijn slechts waargenomen uit de Technical Preview, en geven maar een klein deel van de aanpassingen weer)
- Screen Capture (document vastleggen in afbeeldingsformaat)
- Background Removal (bepaalde stukken uit een afbeelding knippen)
- Protected mode (read-only modus) > kan uitgeschakeld worden, geen definitieve beveiliging
- Author Permissions (documentmachtigingen, kan worden vergeleken met ACL)
- Verbeterd Opties-menu
- Verbeterde Print-opties
- Ingebouwde functionaliteit voor Windows 7
- Gemeenschappelijke Windows 7 "Jumplist" voor Office 2010-producten
- Aanpassing Publisher
- Verbeterde toegankelijkheid van Outlook
- Beschikbaar in 32 bit- en 64 bit-versie
- Toegankelijkheidscontrole in Word, Excel en PowerPoint[5]

### Office 2007-interface
Alle programma's in Office 2010 hebben een 'ribbon'-interface die lijkt op die van Office 2007. Ook Office Outlook 2010, Visio 2010 en Office Publisher 2010 hebben deze interface. Dit zijn programma's die in Office 2007 nog gebruikmaken van de oude look en werkbalken.

### Webversie
Wat Microsoft Office 2007 niet had, is dat deze versie ook als webapplicatie verkrijgbaar is. Microsoft belooft niet alleen ondersteuning voor Internet Explorer, maar ook voor Mozilla Firefox en Safari. Op die manier kan Office Online ook werken onder Linux, Mac OS X en zelfs op mobiele besturingssystemen zoals Android, iPhone OS (iOS), Maemo en Symbian. Op deze manier probeert Microsoft te concurreren met de dienst van Google, Google Docs.

## Builds

### Alfa
Op 15 januari 2009 zijn er screenshots van de alfa-versie uitgelekt door een tester.

### Bèta
Op 18 november 2009 is een publieke bètaversie verschenen van Microsoft Office 2010. Dit deed Microsoft ook bij hun andere producten, zoals Windows Vista, Windows 7 en Microsoft Office 2007.

## Vergelijking van pakketten
In onderstaande tabel staan alle Office 2010-pakketten, met de prijzen en inbegrepen programma's.
| Programma's en functies               | Starter        | Thuisgebruik en Studenten | Thuisgebruik en Zelfstandigen | Standard                   | Professional  | Professional Academic | Professional Plus          |
| ------------------------------------- | -------------- | ------------------------- | ----------------------------- | -------------------------- | ------------- | --------------------- | -------------------------- |
| Licentie                              | OEM            | Verkoop                   | Verkoop                       | Volume                     | Verkoop       | Academisch            | Verkoop; Volume            |
| Prijs (fysieke versie/downloadversie) | -              | € 139 / € 109             | € 379 / € 249                 | -                          | € 699 / € 499 | € 67 / € 72           | -                          |
| Word                                  | Starter-editie | Ja                        | Ja                            | Ja                         | Ja            | Ja                    | Ja                         |
| Excel                                 | Starter-editie | Ja                        | Ja                            | Ja                         | Ja            | Ja                    | Ja                         |
| PowerPoint                            | Starter-editie | Ja                        | Ja                            | Ja                         | Ja            | Ja                    | Ja                         |
| OneNote                               | Nee            | Ja                        | Ja                            | Ja                         | Ja            | Ja                    | Ja                         |
| Outlook                               | Nee            | Nee                       | Ja                            | Ja                         | Ja            | Ja                    | Ja                         |
| Publisher                             | Nee            | Nee                       | Nee                           | Ja                         | Ja            | Ja                    | Ja                         |
| Access                                | Nee            | Nee                       | Nee                           | Nee                        | Ja            | Ja                    | Ja                         |
| Communicator                          | Nee            | Nee                       | Nee                           | Nee                        | Nee           | Nee                   | Ja                         |
| InfoPath                              | Nee            | Nee                       | Nee                           | Nee                        | Nee           | Nee                   | Ja                         |
| SharePoint Workspace (Groove)         | Nee            | Nee                       | Nee                           | Nee                        | Nee           | Nee                   | Ja                         |
| Microsoft Visio                       | Nee            | Nee                       | Nee                           | Alleen bij Volume-licentie | Nee           | Nee                   | Alleen bij Volume-licentie |
| Office Customization Tool (OCT)       | Nee            | Nee                       | Nee                           | Alleen bij Volume-licentie | Nee           | Nee                   | Alleen bij Volume-licentie |